# Lophosaurus
Lophosaurus – rodzaj jaszczurek z podrodziny Amphibolurinae w rodzinie agamowatych (Agamidae).

## Zasięg występowania
Rodzaj obejmuje gatunki występujące w Indonezji (Wyspy Aru, Batanta, Wyspy Kai, Numfoor, Salawati, Waigeo, Irian Zachodni i Yapen), Papui-Nowej Gwinei (w tym Wyspy d’Entrecasteaux) i Australii (Nowa Południowa Walia i Queensland).

## Systematyka

### Etymologia
- Tiaris: gr. τιαρις tiaris „tiara”, od τιαρα tiara „tiara, nakrycie głowy”[6].
- Lophosaurus: gr. λοφος lophos „czubek, grzebień”[7]; σαυρος sauros „jaszczurka”[8]. Nowa nazwa dla Tiaris Duméril & Bibron, 1837.

### Podział systematyczny
Takson ponownie wyodrębniony z Hypsilurus. Do rodzaju należą następujące gatunki:
- Lophosaurus boydii (Macleay, 1884) – kątogłówka wielka[10]
- Lophosaurus dilophus (A.M.C. Duméril & Bibron, 1837)
- Lophosaurus spinipes (Duméril, 1851)